# Шафировы
Шафи́ровы — угасший русский баронский род.
Согласно летописным свидетельствам, история рода этой фамилии восходит к XVII веку и начинается от крестившегося в 1654 году, с именем Павла, еврея Шафира.
Сын родоначальника Павел Павлович был переводчиком Посольского приказа, а внук Пётр Павлович Шафиров — известный государственный деятель в первой четверти XVIII века, которому в 1710 году было пожаловано императором Петром I Великим баронское достоинство, снятое им же 15 февраля 1723 года, но вновь возвращенное Екатериной I в феврале 1726 года. Тётка Петра Павловича была замужем за крещёным евреем Веселовским.
Его единственный сын — Исай. Внуки Петра Павловича умерли, не оставив потомства и с их кончиной угас и баронский род Шафировых.
Шафировы стали первым дворянским родом, возведённым в баронское достоинство российскими монархами.

## Родословная
- Павел Шафир — выходец из польских евреев, крещённый в 1654 году в Смоленске.
  - Шафиров, Павел Павлович — переводчик Посольского приказа.
    - Шафиров, Пётр Павлович (1669—1739) — сподвижники Петра I, дипломат, президент Коммерц-коллегии.
      - Шафирова, Анна Петровна — жена князя Алексея Матвеевича Гагарина, мать М. А. Гагарина и А. А. Матюшкиной.
      - Шафирова, Марфа Петровна (1697—1762) — жена князя Сергея Григорьевича Долгорукова.
      - Шафирова, Наталья Петровна (1698—1728) — жена графа Александра Фёдоровича Головина, мать Н. А. Головина.
      - Шафиров, Исай Петрович (1699—1756) — русский переводчик, статский советник.
        - Шафирова, Анна Исаевна (1726—1783) — жена капитана гвардии Петра Михайловича Власова (1726—1799), основателя усадьбы Горушки.
        - Шафиров, Пётр Исаевич (1727—?) — холост, имел воспитанницу Варвару Петровну Фирову, вышедшую замуж за князя А. Н. Ромодановского-Ладыженского.
        - Шафирова, Марфа Исаевна (1729—1786) — фрейлина, жена Александра Григорьевича Петрово-Соловово.
        - Шафиров, Василий Исаевич (1731—?) — секунд-майор 1-го Московского пехотного полка.
        - Шафирова, Екатерина Исаевна (1734—1795) — жена князя Михаила Сергеевича Волконского, мать Д. М. Волконского.
        - Шафирова, Мария Исаевна (1736—1799) — жена князя Николая Ивановича Ромодановского-Ладыженского.
        - Шафиров, Павел Исаевич (1738—?) — муж княгини Анны Алексеевны Кропоткиной (?—1820).
        - Шафирова, Наталья Исаевна (1740—1796) — жена генерал-губернатора Петра Богдановича Пассека.

      - Шафирова, Екатерина Петровна — жена князя Василия Петровича Хованского.
      - Шафирова, Мария Петровна — жена Михаила Михайловича Салтыкова, мать А. М. Салтыкова и Б. М. Салтыкова.

    - Шафиров, Михаил Павлович — член Берг-коллегии.

  - Шафирова, N Павловна — жена Якова Веселовского, родоначальника дворян Веселовских.